# Конституция Сербии 1901 года
Конституция Королевства Сербия (серб. Устав Краљевине Србије) — исторически пятая конституция Сербии, действовавшая в 1901—1903 годах. Известна также под названиями «Апрельский устав» (серб. Априлски устав) и «Октроированный устав». Конституция была октроирована королём Александром I Обреновичем и закрепляла самодержавную модель его политического режима. После убийства короля Александра в 1903 году конституция была отменена в связи с принятием новой, более либеральной конституции.

## Октроирование конституции

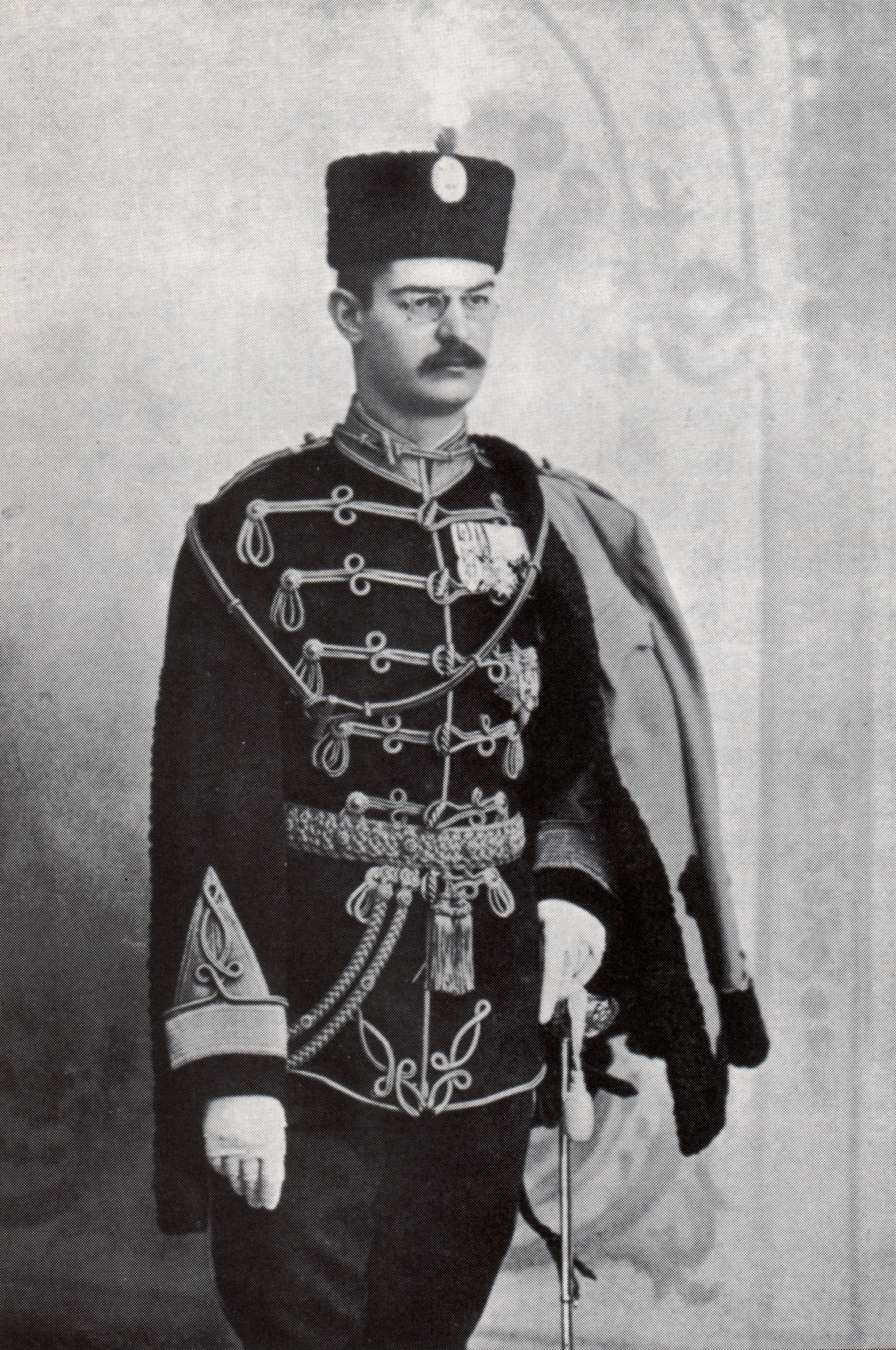
Король Александр I Обренович, октроировавший конституцию

В начале XX века Сербское королевство сотрясалось политическими противоречиями и борьбой партий, отстаивавших две противоположные конституционно-правовые модели — либеральную и авторитарную. Под влиянием постоянно меняющейся политической конъюнктуры во второй половине XIX века регулярно вводились в действие и отменялись конституции, закреплявшие либо либеральные, либо авторитарные начала организации государственной власти.
21 мая 1894 года король Александр I своей прокламацией отменил действие либеральной конституции 1888 года и восстановил более авторитарную конституцию 1869 года. Оправдывая отмену Конституции, Александр заявил, «что за время его малолетства приняты многие законы в противоречие положениям Конституции и многие учреждения поставлены на испорченный фундамент». Между тем, истинной причиной отмены Конституции было создание условий для установления режима личной власти короля Александра.
В сессии 1898 года Народной скупщиной (парламентом) были приняты реакционные законы о печати, о союзах, о выборах. Права избирательного голоса были лишены журналисты, врачи, адвокаты, учителя, чиновники. Дефицит государственного бюджета дошел до того, что даже жалованье чиновникам не выдавалось в срок. Непопулярная налоговая реформа начала 1900 г. вызвала широкое недовольство в народе, а женитьба короля Александра I на бывшей фрейлине королевы Натальи Драге Машин оттолкнула от короля его сторонников в Министерском совете (правительстве) и Скупщине. Королю не оставалось ничего другого, как обратиться за поддержкой к оппозиции (в которой в тот момент находилась радикальная партия).
6 апреля 1901 года король октроировал новую конституцию, которой предшествовал конституционный проект председателя правительства Стояна Новаковича. Формальное предложение о смене Конституции Новакович сделал Александру ещё в июне 1896 года, однако вскоре произошла смена правительства и данный проект не был принят. Сербия была провозглашена «наследственной конституционной монархией с Народным Представительством» (Статья 1 Конституции 1901 года). Новая конституция провозгласила свободу совести (Статья 33), равенство всех перед законом (Статья 25) и другие основные права и свободы. По выражению самого короля Александра, новая конституция должна была способствовать росту «обаяния королевской власти», существенно поубавившегося за последние годы.
Новая конституция по сути представляла собой компиляцию наиболее прогрессивных положений конституций 1869 и 1888 годов, но в ней содержались и положения, которых не было ни в первой, ни во второй. Главным её нововведением стало учреждение в Сербии двухпалатного парламента, состоящего из скупщины и сената, о необходимости чего всё время говорили напредняки (близкая к королю Сербская прогрессивная партия).

## Конституционный статус Короля
Статус Короля в соответствии с конституцией 1901 года характеризовался обширнейшими полномочиями в области законодательной, исполнительной и судебной власти. Конституция полностью отдала под власть Короля министров, которые всецело зависели от его воли, должны были беспрекословно исполнять все его указания и, более того, нести персональную ответственность за все его акты и распоряжения. Законодательный процесс также на всех стадиях мог контролироваться Королём.

### Глава государства и Верховный главнокомандующий
Главой государства являлся король, обладающий всеми правами государственной власти, которую он вершил в соответствии с положениями Конституции. Королевская личность являлась неприкосновенной (Статья 5). В качестве короля в самом тексте конституции был указан Александр I, V-й представитель Династии Обреновичей. Все королевские права, много раз подтверждённые народными решениями, провозглашались наследственными в Его Династии. Престол Сербии наследовался его потомками в порядке мужского первородства от законного брака (Статья 6).
В случае смерти короля совершеннолетний престолонаследник немедленно должен был принять королевскую власть в качестве конституционного короля и объявить прокламацией о своём вступлении на престол. Не позднее десяти дней после своего вступления на престол он должен был созвать Народное Представительство (двухпалатный парламент), чтобы перед ним принести установленную Конституцией присягу.
| «Я (имя) клянусь Всемогущим Богом, что буду хранить независимость и целостность Королевства, что буду править по Конституции и законам, что буду поддерживать нерушимые народные права и что буду во всех Своих делах и стремлениях иметь перед глазами благо народа. И да поможет Мне Господь Бог». (Текст королевской присяги. Статья 20 Конституции Сербии 1901 года). |

Все это было необходимо и для случая, когда малолетний король, став совершеннолетним, возьмёт королевскую власть в свои руки (Статья 19). Конституция содержала ряд требований и ограничений к персоне короля и членов Королевского Дома. Во-первых, для обладания всей полнотой государственной власти король должен был достичь совершеннолетия, каковым конституция признавала восемнадцатилетний возраст (Статья 18). Во-вторых, «Король и его дети должны принадлежать к восточной православной вере» (Статья 7). В-третьих, король не мог быть главой какого-либо другого государства без предварительного согласия Народного Представительства (Статья 9). В-четвёртых, ни один член Королевского Дома не мог быть министром (Статья 77). Расходы на содержание короля и его семьи лимитировались Королевским цивильным листком, установленным законом. Однажды установленный цивильный листок не мог быть ни увеличен без согласия Народного Представительства, ни уменьшен без согласия Короля (Статья 17). При этом Король и члены Королевского Дома освобождались от уплаты любых налогов (Статья 88).
Перечисляя полномочия короля как главы государства, конституция установила, что король назначает всех государственных чиновников, которые вершат государственную власть от Его имени, король присваивает законом установленные ордена и другие государственные награды (Статья 14) , он же является верховным командующим войск и в соответствии с законом присваивает военные чины (Статья 12). Члены Народного Представительства перед вступлением в должность обязаны были принести присягу, в которой, в частности, клялись «при совещании и голосовании иметь в виду только всеобщее благо Короля и Народа» (Статьи 53, 70).
Статья 13 уполномочивала короля представлять страну в отношениях с иностранными государствами, объявлять войну и заключать соглашения о мире, союзе и другие, с сообщением об этом Народному Представительству «на сколько и когда это допускают государственные интересы». Обязательное предварительное одобрение Народного Представительства нужно было только для торговых и всех других договоров, «которые бы обременяли государственные финансы, или которые бы изменяли государственные законы, или которые бы ограничивали явно или скрыто права сербских граждан». Конституция также предоставила Королю право чеканить деньги в порядке, установленном законом (Статья 14).

### Законодательные полномочия
Конституция предоставляла королю обширные полномочия в сфере законодательной власти. Статья 43 прямо утверждала, что законодательную власть вершит Король совместно с Народным Представительством. Король обладал правом предложения законопроектов, которые вносил в Народную Скупщину через Правительство (Статья 47). Принятые законы подписывались и провозглашались Королём (Статья 10). Разработчики конституции постарались обеспечить королю Александру контроль над Народным Представительством, включив в текст конституции 1901 года обширные полномочия короля по формированию персонального состава Сената (верхней палаты Народного Представительства) и Государственного совета, а также право короля в любой момент распускать Народную Скупщину (нижнюю палату Народного Представительства) своим указом (этим же указом должны были быть назначены новые выборы в течение трех месяцев) (Статья 15).
В соответствии со статьей 70 Король пожизненно назначал тридцать членов Сената (плюс к этому членом Сената по должности являлся престолонаследник) из пятидесяти одного. Более того, Король же назначал председателя и двух заместителей председателя Сената на весь период его работы (Статья 54). Государственный совет из пятнадцати членов полностью назначался Королём из числа членов Сената (Статья 83). Статья 15 Конституции поручала Королю созыв Народного Представительства на очередные и внеочередные заседания. Король же открывал и закрывал заседания Народного Представительства либо лично, Тронной Речью, либо Посланием, либо Указом. Все эти акты предварительно подписывались всеми министрами. Король имел право один раз в период одного созыва отложить заседание Народного Представительства без его согласия, но не более чем на два месяца.

### Глава исполнительной власти
В соответствии со Статьей 10 Конституции Король обладал исполнительной властью. Он ставил и освобождал от должности министров. Король же, в соответствии со статьёй 76, назначал одного из министров председателем Правительства (Министерского совета). Вступая в должность, министры приносили Королю клятву на верность (Статья 76).
Конституция определила министров ответственными в своих делах перед Королём и Народным Представительством. Более того, министр не освобождался от ответственности за свои действия, даже если он совершал их с письменного или устного указания Короля (Статья 79). Этому же положению соответствовал и закреплённый в конституции 1901 года принцип контрасигнатуры. В соответствии со статьёй 11, всякий Королевский акт о делах государства должен был быть отнесен на предварительное подписание компетентного министра, который тем самым становится ответственным за него.

### Судебные полномочия
Конституция 1901 года наделяла Короля полномочиями и в судебной сфере. Правосудие в королевстве вершилось именем Короля (Статья 87), он имел право амнистии по политическим преступлениям и право помилования по уголовным делам (Статья 14).
Специальные полномочия Король получил по судебным делам в отношении министров: Король (как и Народное Представительство) имел право обвинить министра: а) в измене Стране и Государю; б) в нарушении Конституции и конституционных прав сербских граждан; в) в получении взятки; г) в нарушении закона в случаях, специально установленных в законе о министерской ответственности (Статья 80). При этом, в соответствии со Статьёй 82, Король не мог без согласия Народной Скупщины ни амнистировать, ни помиловать, ни уменьшить наказание осуждённому министру, ни прекратить над ним следствие и воспрепятствовать осуждению.

## Отмена конституции
Однако, как справедливо отмечают исследователи, «Конституция 1901 больше запомнилась переворотами короля Александра и монаршим абсолютизмом, которыми был отмечен период его формального правления, чем положениями, которые она содержала». Король не желал соблюдать даже те незначительные ограничения его власти, которые содержались в основном законе королевства. По мнению Драгослава Янковича, «никогда скупщинская система и политическая жизнь в Сербии в целом не были так далеки от парламентаризма и ближе к автократии, чем в последние годы правления Александра Обреновича».
24 марта 1903 года в 23.15 Александр I выпустил прокламацию, в которой обвинил Сенат и Народную скупщину, действующие на основании конституции 1901 года, в том, что они приняли законы, оказавшиеся для государства и народа нецелесообразными. Поэтому, «дабы даровать отечеству спокойствие, силу и порядок», король постановил об отмене конституции 1901 года и объявил полномочия сенаторов и членов Народной скупщины недействительными… На место сенаторов-радикалов были назначены новые сенаторы из числа противников радикалов и сторонников короля, а также отстранены от должностей судьи-радикалы и заменены сторонниками короля. Через 45 минут, в полночь на 25 марта новой королевской прокламацией конституция 1901 года была восстановлена.
Всеобщее недовольство действиями короля Александра I, а также массовые грубые фальсификации на последовавших выборах в Народную скупщину привели к тому, что в ночь на 29 мая 1903 года король Александр I и королева Драга были убиты офицерами-заговорщиками. 2 июня 1903 года собрались Народная скупщина и Сенат прежнего состава. Они приняли новую конституцию и единогласно избрали королём принца Петара Карагеоргиевича (Караджорджевича).

## Исторический источник
- Устав Краљевине Србиjе од 1901 (серб.) // Устави кнежевине и краљевине Србиjе 1835—1903 гг.  / Уредник Миодраī Jовичић. — Београд: САНУ, 1988. — С. 169—188.
- Ustav iz 1901. godine (серб.). MojUstav. Дата обращения: 2 августа 2015.